# Kazimierz Gołkowski
Kazimierz Gołkowski herbu Strzemię – łowczy czernihowski w latach 1702–1715.
Syn Jana, żonaty z Marianną Turzańską miał syna Jana i córkę Mariannę.
Podpisał elekcję Augusta II Mocnego z ziemią nurską.